# Grand Forks (circonscription britanno-colombienne)
Pour les articles homonymes, voir Grand Forks (homonymie).
Circonscription électorale provinciale du Canada
Grand Forks est une ancienne circonscription provinciale de la Colombie-Britannique représentée à l'Assemblée législative de la Colombie-Britannique de 1903 à 1924.

## Géographie
La circonscription représentait la ville et la région autour de Grand Forks, près de Grand Forks.
La circonscription apparaît à la suite de l'augmentation de la population de la région de la circonscription de West Kootenay South causée par le développement des mines d'argent et de galène. Les circonscriptions de Slocan, Kaslo, Rossland, Greenwood, Nelson City et Ymir apparaissent aussi durant cette période.

## Liste des députés
| Législature                                                             | Années      | Député      | Député                  | Parti        |
| Grand Forks                                                             | Grand Forks | Grand Forks | Grand Forks             | Grand Forks  |
| ----------------------------------------------------------------------- | ----------- | ----------- | ----------------------- | ------------ |
| 10e                                                                     | 1903–1907   |             | George Arthur Fraser    | Conservateur |
| 11e                                                                     | 1907–1909   |             | John McInnis            | Socialiste   |
| 12e                                                                     | 1909–1912   |             | Ernest Miller           | Conservateur |
| 13e                                                                     | 1912–1916   |             | Ernest Miller           | Conservateur |
| 14e                                                                     | 1916–1920   |             | James E. W. Thompson    | Libéral      |
| 15e                                                                     | 1920–1924   |             | Ezra Churchill Henniger | Libéral      |
| Circonscription fusionnée à Greenwood pour former Grand Forks-Greenwood |             |             |                         |              |